# Хальденслебен
Хальденслебен (нем. Haldensleben) — город в Германии, районный центр, расположен в земле Саксония-Анхальт. Образован в 1938 г. слиянием городов Альтхальденслебен и Нойхальденслебен.
Входит в состав района Оре. Население составляет 18 882 человека (на 31 декабря 2010 года). Занимает площадь 137,69 км². Официальный код — 15 3 62 047.

## Города-побратимы
- Россия, Сосногорск (с 2009)

## Фотографии

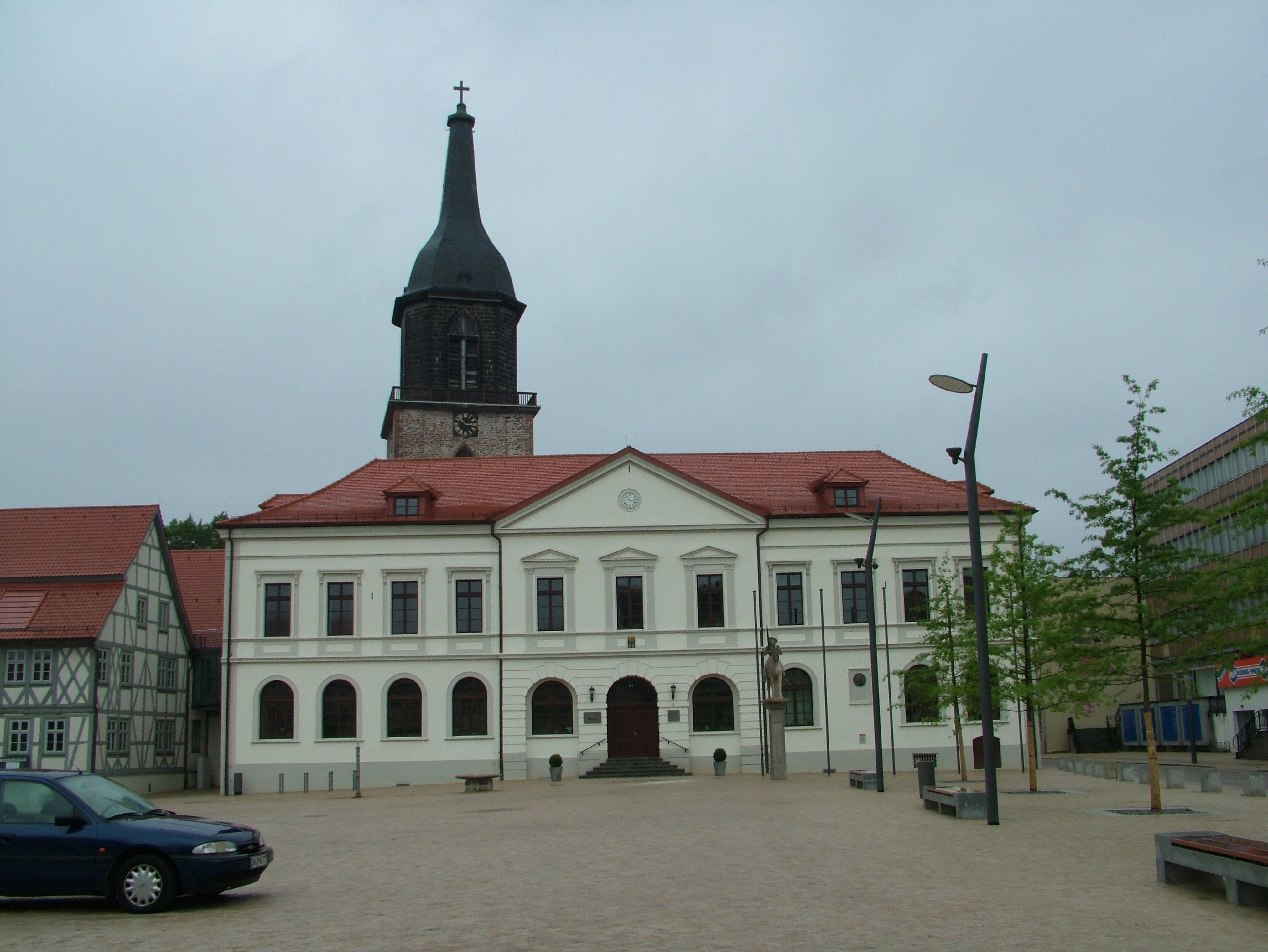
Ратуша
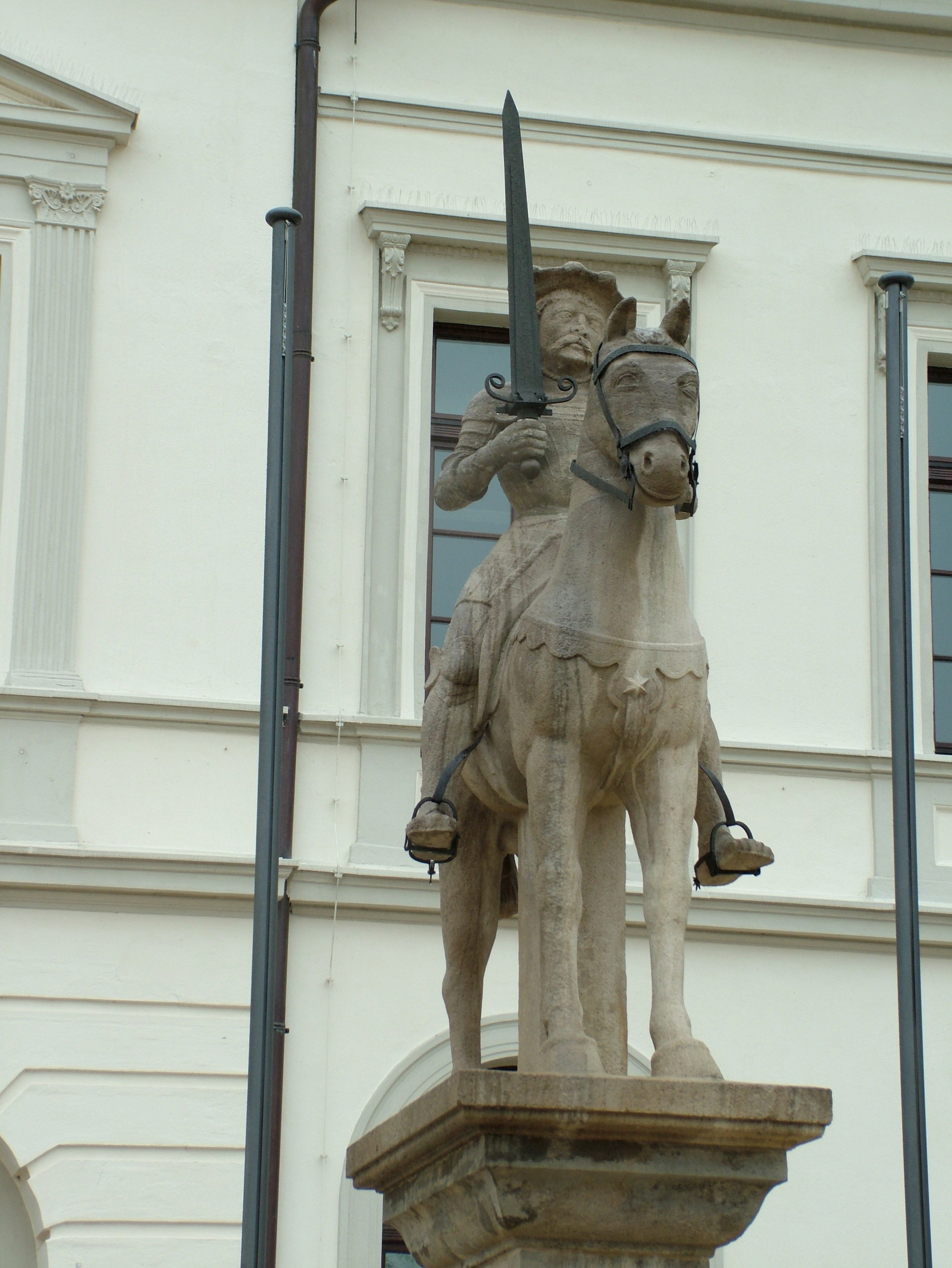
Статуя Роланда